# 合拍片
合拍片是指两个或多个不同的制片公司共同進行電影製作、电视节目制作、电子游戏制作，此時多家公司還會涉及合资和合作。有時還會有来自不同国家（通常是两到三个）的制片公司共同合作拍攝某部電影或電視劇。
合拍片在香港多指演員由香港和中國內地演員共同演出的香港電影。

## 例子
- 英雄 (电影)
- 無極 (電影)
- 赤壁 (電影)
- 太平輪 (電影)
- 長城 (電影)
- 追捕 (2017年電影)